# Bruce Cockburn
Bruce Douglas Cockburn, född 27 maj 1945 i Kanada, är en kanadensisk folk- och rockgitarrist och singer/songwriter.
Cockburn gav 1970 ut sitt första, självbetitlade album. Hans sånger under 1970-talet hade ofta kristna influenser, något som tonades ner under 1980-talet till förmån för mer politiska teman. Till hans mest kända sånger hör "Wondering Where the Lions Are" (1979), "Lovers in a Dangerous Time" (1984) och "If I Had a Rocket Launcher" (1984).

## Diskografi
- 1970 – Bruce Cockburn
- 1971 – High Winds White Sky
- 1972 – Sunwheel Dance
- 1973 – Night Vision
- 1974 – Salt, Sun and Time
- 1975 – Joy Will Find a Way
- 1976 – In the Falling Dark
- 1977 – Circles in the Stream
- 1978 – Further Adventures of Bruce Cockburn
- 1979 – Dancing in the Dragon's Jaws
- 1980 – Humans
- 1981 – Inner City Front
- 1983 – The Trouble with Normal
- 1984 – Stealing Fire
- 1986 – World of Wonders
- 1989 – Big Circumstance
- 1990 – Live
- 1991 – Nothing But a Burning Light
- 1993 – Christmas
- 1994 – Dart to the Heart
- 1997 – The Charity of Night
- 1999 – Breakfast in New Orleans Dinner in Timbuktu
- 2003 – You've Never Seen Everything
- 2005 – Speechless
- 2006 – Life Short Call Now
- 2009 – Slice O Life: Bruce Cockburn Live Solo